# Apołłoniwka (obwód dniepropetrowski)
Apołłoniwka (ukr. Аполлонівка) – wieś na Ukrainie, w obwodzie dniepropetrowskim, w rejonie dnieprzańskim, w hromadzie Sołone. W 2001 liczyła 1466 mieszkańców.